# Llei seca
La llei seca o Prohibition fa referència a una llei que prohibeix la fabricació, venda i distribució de begudes alcohòliques, la pluja en un determinat estat. Al llarg de la història existeixen diversos estats que han promulgat una Llei seca en diverses ocasions de forma total o parcial. Durant la primera meitat del segle xx els Estats Units d'Amèrica, Canadà, Rússia, Islàndia, Noruega, Hongria o Finlàndia van posar lleis que restringien el consum de begudes alcohòliques per part dels seus ciutadans.

## Estats Units
La llei seca fou aplicada als Estats Units des del 1920 fins al 1933 (els anys coneguts com la dry decade). Fou un període on continuaren les polítiques conservadores (realitzades principalment pel Partit Republicà dels Estats Units, que governava el país) de racisme i de censura, però també d'una gran prosperitat econòmica, que es va trencar amb el crac del 29. Aquest fet va provocar el pànic dels ciutadans americans, que creien viure en un moment de màxima prosperitat. La llei seca comportà un augment del crim organitzat i dels actes violents motiu pel qual hagué de ser derogada.